# Zgrupowanie Partyzanckie „Jeszcze Polska nie zginęła”
Zgrupowanie Partyzanckie „Jeszcze Polska nie zginęła” (nazwa z września 1943) – oddział sformowany na przełomie lat 1942–1943 na Wołyniu. Organizacyjnie podlegało dowództwu partyzantki radzieckiej i było jedną z najsilniejszych sowieckich jednostek partyzanckich złożonych z Polaków na tym obszarze.

## Sformowanie i działalność
Zgrupowanie zorganizował Robert Satanowski początkowo pod nazwą oddziału im. Tadeusza Kościuszki. Podporządkowując je Ukraińskiemu Sztabowi Ruchu Partyzanckiego zapewnił sobie stałe dostawy broni z ZSRR. Oddział, jako część partyzantki sowieckiej, był niezależny od Gwardii Ludowej.
Działalność Zgrupowania skupiała się na terenie Wołynia. Oprócz walki z niemieckim okupantem Zgrupowanie chroniło polską ludność na tym terenie przed działalnością nacjonalistycznej partyzancki ukraińskiej spod znaku UPA (OUN-UPA).
Pierwszy oddział tego Zgrupowania powstał 8 lutego 1943 roku i liczył początkowo 37 partyzantów. Jego dowódcą został Satanowski, szefem sztabu – Wincenty Rożkowski, dowódcą zwiadu – Tadeusz Stański, a szefem ds. Prasy i Propagandy – Zofia Dróżdż-Satanowska. W tym czasie Oddział podlegał jeszcze zwierzchnictwu Żytomierskiego Zgrupowania Partyzantów. W związku z dużym napływem ochotników, od stycznia do marca 1944 r. w ramach zgrupowania „Jeszcze Polska nie zginęła” powstały nowe oddziały: im. Zawiszy Czarnego, Bartosza Głowackiego, Stefana Czarnieckiego oraz Jana Kilińskiego. W marcu nastąpił podział zgrupowania na dwie brygady: jedną pod dowództwem mjr Wincentego Rożkowskiego i drugą pod dowództwem płk. Roberta Satanowskiego. Jego stan liczebny sięgnął w szczytowym okresie 1153 ludzi i była to w tym czasie najsilniejsza formacja zbrojna złożona z Polaków na Wołyniu (27 Wołyńska Dywizja Piechoty AK znajdowała się w tym okresie jeszcze w stanie formowania).
Zgrupowanie „Jeszcze Polska nie zginęła” podjęło próbę sforsowania Bugu i przedostania się na Lubelszczyznę. Udało się to jedynie dwóm oddziałom: im. Zawiszy Czarnego i im. Stefana Czarnieckiego. W kwietniu 1944 r. zgrupowanie składało się z 10 samodzielnych oddziałów, liczących łącznie 1153 ludzi, z tego 8 oddziałów działało w rejonie na południowy wschód od Kowla, pozostałe zaś za Bugiem, w rejonie Włodawy. Działając w ramach partyzantki radzieckiej na Ukrainie zgrupowanie partyzanckie „Jeszcze Polska nie zginęła” zlikwidowało około 400 żołnierzy i oficerów niemieckich, wykoleiło 9 transportów, wysadziło 3 mosty kolejowe i 5 drogowych. 12 maja 1944 r. Ukraiński Sztab Ruchu Partyzanckiego przekazał zgrupowanie Polskiemu Sztabowi Partyzanckiemu. 27 lipca 1944 r. Zgrupowanie skończyło swój bojowy szlak w okolicach Janowa Lubelskiego.
Pomimo, że od wiosny 1944 r. zgrupowanie na północnej Lubelszczyźnie współpracowało z Armią Ludową, nigdy się jej nie podporządkowało.
Oficjalnie w zgrupowaniu używano orzełków z koroną, choć być może zdarzały się też bez korony.
W sierpniu 1944, na bazie tego Zgrupowania, powstała w rejonie Siedlec i Mordów 8 Dywizja Piechoty 2 Armii WP (na podst. rozkazu Sztabu Generalnego Armii Czerwonej, nr organ. 7/31175, z dn. 12 sierpnia 1944 r. i rozkazu Naczelnego Dowództwa Wojska Polskiego, nr 8, z dn. 20 sierpnia 1944).